# Cephalantheropsis
Cephalantheropsis Guillaumin – rodzaj roślin z rodziny storczykowatych (Orchidaceae Juss.). Obejmuje 4 gatunki występujące naturalnie w Azji na obszarze od indyjskiego stanu Sikkim i południowych Chin przez Indochiny i Półwysep Malajski aż po Sumatrę na południu oraz Filipiny, Tajwan i wyspy Riukiu na wschodzie.

## Etymologia
Nazwa rodzajowa pochodzi od rodzaju Cephalanthera oraz greckiego "-opsis", które oznacza przypominać, być podobnym. Nazwa ta odnosi się to rzekomego podobieństwa do tego rodzaju.

## Biologia i ekologia
Epifit. Rośnie w cieniu drzew pierwotnego lasu deszczowego. Występuje na wysokości od 300 do 2000 m n.p.m.

## Systematyka
Rodzaj sklasyfikowany do plemienia Collabieae, podrodzina epidendronowe (Epidendroideae), rodzina storczykowate (Orchidaceae), rząd szparagowce (Asparagales) w obrębie roślin jednoliściennych.
Wykaz gatunków
- Cephalantheropsis halconensis (Ames) S.S.Ying
- Cephalantheropsis laciniata Ormerod
- Cephalantheropsis longipes (Hook.f.) Ormerod
- Cephalantheropsis obcordata (Lindl.) Ormerod